# Estação Central do Brasil / Centro
Central do Brasil / Centro é uma estação de metrô do Rio de Janeiro, por onde passam cerca de 42 mil pessoas por dia. Essa estação tem integração com os trens da Supervia e com o terminal de ônibus anexo.
Em agosto de 2022, a estação foi renomeada de "Central" para "Central do Brasil / Centro", ocasião em que as estações ganharam sufixos com os nomes dos bairros em que se localizam.
Possui quatro acessos: 
- Acesso A - Central
- Acesso B - Terminal Rodoviário
- Acesso C - Ministério do Exército
- Acesso D - Praça da República

## Tabelas
| Oeste ou norte                              |  |         |  | Leste ou Sul                                                     |
| ------------------------------------------- |  | ------- |  | ---------------------------------------------------------------- |
| Estação Praça Onze sentido Uruguai / Tijuca |  | Linha 1 |  | Estação Saara / Presidente Vargas sentido General Osório/Ipanema |
| Estação Cidade Nova sentido Pavuna          |  | Linha 2 |  | Estação Saara / Presidente Vargas sentido Botafogo / Coca-Cola   |
| editar no Wikidata                          |  |         |  |                                                                  |

| Sigla | Estação                    | Inauguração | Capacidade                   | Integração | Plataformas | Posição     | Notas |
| ----- | -------------------------- | ----------- | ---------------------------- | --- | ----------- | ----------- | ----- |
| CTR   | Central do Brasil / Centro | 1979        | 42 mil passageiros hora/pico | Integração com o VLT e com os trens da Supervia; Linhas Deodoro, Santa Cruz, Japeri, Belford Roxo e Saracuruna | Central     | Subterrânea |       |